# Watsonarctia karduchena
Watsonarctia karduchena är en fjärilsart som beskrevs av De Freina 1983. Watsonarctia karduchena ingår i släktet Watsonarctia och familjen björnspinnare. Inga underarter finns listade i Catalogue of Life.